# التاثير البيئي للهندسة
أحدثت الهندسة والتكنولوجيا عجائب في تحسين رفاهية الإنسان. لقد انخفضت وفيات الرضع والأطفال في سن مبكرة بشكل كبير، وزاد متوسط العمر بشكل ملحوظ، وأصبحت الجودة الشاملة لحياة معظم الناس أعلى الآن من أي وقت مضى في الماضي. ما عليك سوى التفكير في أنه في القرنين السابع عشر والثامن عشر، كانت الأناناس هدية نادرة مخصصة للملوك فقط، بينما يمكن لأي شخص الآن الدخول إلى سوبر ماركت وشراء علبة أناناس ببضعة دولارات. في حين أن الأناناس بالتأكيد ليس ضروريًا لحياة جيدة، إلا أنه يمثل التحول الشامل في جودة الحياة الذي لم يصبح ممكنًا إلا بفضل التقدم التكنولوجي.

### ضريبة التطور والتقدم
لكن هذه التحسينات في رفاهية الإنسان كانت لها تكلفة. فالتلوث والنفايات وتغير المناخ كلها نتيجة للتقدم التكنولوجي. ويُعد استخراج واستخدام الوقود الأحفوري لتوليد الكهرباء والتدفئة والنقل أكبر مساهم في تغير المناخ ومن بين أكثر القطاعات تلويثًا في اقتصادنا. وتأتي الصناعات التحويلية والانشاءات في المرتبة الثانية مباشرة.  وهذه الأنواع من الصناعات لم تصبح ممكنة إلا بفضل ابتكارات المهندسين السابقة والدعم المستمر للهندسة.
يثير تأثير الهندسة على البيئة العديد من المخاوف الأخلاقية. تتعلق العديد من هذه المخاوف بقضايا العدالة: هل من العدل أن يجني بعض الناس - وبالتحديد أولئك الذين يعيشون في الدول الصناعية الغنية - فوائد التدمير البيئي بينما يدفع آخرون - أولئك الذين يعيشون في الدول الفقيرة وغير الصناعية - التكاليف؟
هل من العدل أن يفسد البشر البيئة الطبيعية، مما يعرض حياة الحيوانات غير البشرية ووجود الأنواع للخطر، من أجل منفعتهم؟
وهل من العدل أن تستفيد الأجيال الحالية بشكل فعال من سبل عيش الأجيال القادمة لمصلحتها الخاصة؟
تجدر الإشارة إلى أن مساهمة الهندسة في الأضرار البيئية تتزايد فقط مع صعود التقنيات الرقمية. ففي حين أن هذه التقنيات قد تقلل من التلوث المرئي مثل النفايات الورقية، إلا أن وجودها يعتمد على أنشطة استخراج شديدة التلوث. فالسليكون والليثيوم والموارد الأخرى الضرورية للتكنولوجيا الإلكترونية كلها نادرة ومُدمّرة للغاية عند الحصاد. وبالطبع، تتطلب جميع أنظمة الكمبيوتر هذه كميات هائلة من الطاقة للتشغيل، وبالتالي فإن القطاع الاقتصادي الذي يساهم بالفعل أكثر في تغير المناخ يتعرض لمزيد من الضغط.
لقد أدى كل هذا إلى تزايد الاهتمام بكيفية قيام المهندسين بتحمل مسؤوليتهم بجدية لإعطاء الأولوية القصوى لرفاهية الجمهور، بما في ذلك قدرتهم على التفاعل مع الطبيعة وقدرة الأجيال القادمة - التي لا تزال جزءًا من الجمهور - على عيش حياة جيدة. وبالطبع، فإن هذا القلق ليس جديدًا تمامًا، حيث بدأ الاهتمام بالآثار البيئية للتنمية بجدية في الستينيات (في الولايات المتحدة على الأقل). لكن تزايد القلق بشأن تغير المناخ بالإضافة إلى زيادة القدرة على الابتكار التكنولوجي قد دفع التفكير في اتجاهات جديدة.

### قوانين ولوائح البيئة: "نظيفة بما فيه الكفاية"
ركزت الموجة الرئيسية الأولى من الحركة البيئية، خاصةً عند تحولها إلى قوانين ولوائح، على إدارة أشكال مختلفة من التلوث البيئي. فقد ساعدت الصور الأيقونية لنهر كوياوغا في كليفلاند وهو يشتعل عام 1969 على ولادة وكالة حماية البيئة (EPA) في الولايات المتحدة وأدت إلى التركيز على "تنظيف البيئة". وتستمر العديد من السياسات المعاصرة في هذا التركيز على "بيئة نظيفة ومقبولة". ومع ذلك، هناك خلاف حول كيفية تفسير "نظيفة بشكل مقبول" (أو "نظيفة بما فيه الكفاية")، وهو خلاف له تأثيرات فورية على تفسير هذه القوانين وإنفاذها. يعيد المربع أدناه تلخيص وتقييم هاريس جونيور وآخرين للمعايير الستة الشائعة المناقشة.
متى تكون البيئة نظيفة بما فيه الكفاية؟
- وفقًا للمعيار المقارن، يكون جانب من البيئة نظيفًا بما فيه الكفاية إذا وفقط إذا لم يشكل تهديدًا لحياة الإنسان أو صحته أكبر من المخاطر الأخرى التي قد يعتبرها معظم الناس معقولة. هذا معيار معيب. قد يكون من الشائع أن الجمهور لا يفهم خطورة بعض المخاطر التي يقبلونها. علاوة على ذلك، غالبًا ما يكون من الصعب الحصول على بيانات حول المخاطر المقارنة.
- وفقًا لمعيار الطبيعة، يكون جانب من البيئة نظيفًا بما فيه الكفاية إذا وفقط إذا كانت أي ملوثات موجودة فيه موجودة بشكل طبيعي بنفس الدرجة. ومع ذلك، إذا كانت الملوثات الموجودة في نهر أو الهواء موجودة "بشكل طبيعي"، فلا يزال بإمكانها أن تشكل تهديدًا لصحة الإنسان والحيوان.
- وفقًا لمعيار الحد الأقصى من تقليل التلوث، يكون جانب من البيئة نظيفًا بما فيه الكفاية إذا وفقط إذا كان يمكن استخدام الأموال اللازمة لتقليل التلوث بشكل أكبر بطرق أخرى من شأنها أن تنتج رفاهية بشرية شاملة أكبر. وفقًا لهذا المعيار، إذا كان يمكن استخدام الأموال اللازمة لجعل نهر كوياوغا نظيفًا بما فيه الكفاية (على سبيل المثال، بأحد هذه المعايير) بشكل أفضل لمعالجة مشكلة بيئية في مكان آخر، فيجب ترك نهر كوياوغا في حالته الحالية. يبدو هذا غير مرضٍ.
- وفقًا لمعيار الحماية القصوى، يكون جانب من البيئة نظيفًا بما فيه الكفاية إذا وفقط إذا تم القضاء على أي خطر يمكن تحديده من تلوثه يشكل تهديدًا لصحة الإنسان، حتى حدود التكنولوجيا والقدرة على الإنفاذ. يمكن أن يتطلب هذا المعيار إنفاق جميع الأموال المتاحة على مشروع واحد لمعالجة بيئية إذا كان خطيرًا بما فيه الكفاية، مما يترك العديد من المشاكل الأخرى دون معالجة.
- وفقًا لمعيار الضرر الممكن إثباته، يكون جانب من البيئة نظيفًا بما فيه الكفاية إذا وفقط إذا تم القضاء على كل ملوث يثبت ضرره على صحة الإنسان. هذا المعيار أقوى من المعيار السابق، فهو لا يلغي اعتبارات التكلفة فحسب، بل يلغي أيضًا اعتبارات الجدوى التقنية. كما يتطلب إثبات الضرر على صحة الإنسان، وهو أمر يصعب الحصول عليه أحيانًا. وبالتالي يبدو المعيار غير واقعي.
- وفقًا لمعيار درجة الضرر، يكون جانب من البيئة نظيفًا بما فيه الكفاية إذا وفقط إذا لم تكن التكلفة عاملاً في إزالة التهديدات الواضحة والملحة لصحة الإنسان، ولكن عندما تكون درجة الضرر غير مؤكدة، يمكن النظر في العوامل الاقتصادية. قد يشير هذا المعيار إلى أفضل توازن بين التكلفة والاعتبارات الصحية ويبدو أنه الأقرب إلى الموقف الذي تتخذه العديد من قرارات المحاكم.

### 2. التنمية المستدامة
تحدد قوانين ولوائح البيئة معايير دنيا للتفكير في الهندسة والبيئة. لكن تذكر أن جزءًا مما يجعل المهنة مهنة هو أن ممارسيها يلتزمون بمعايير أعلى مما هو مطلوب قانونًا. على هذا النحو، بينما تتخلف قوانين ولوائح البيئة في تركيزها الضيق على تنظيف الملوثات والحد منها، انتقلت مهنة الهندسة إلى أسئلة أوسع حول الاستدامة طويلة الأجل للحياة البشرية وغير البشرية. تتضمن مدونات أخلاقيات الهندسة المختلفة شرط "الالتزام بمبادئ التنمية المستدامة". ولكن ما هي التنمية المستدامة بالضبط؟
يوجد، كما يتوقع المرء، خلاف حول معنى التنمية المستدامة والمبادئ التي تدعمها. لكن التعريف المعاصر الأكثر شهرة يأتي من اللجنة العالمية للبيئة والتنمية (WCED):
التنمية المستدامة هي "التنمية التي تلبي احتياجات الحاضر دون المساس بقدرة الأجيال القادمة على تلبية احتياجاتها الخاصة." 
حددت اللجنة العالمية للبيئة والتنمية (WCED) خمسة أهداف إضافية للتنمية المستدامة:
1. النمو الاقتصادي
2. التوزيع العادل للموارد لدعم التنمية الاقتصادية
3. أنظمة سياسية أكثر ديمقراطية
4. اعتماد أنماط حياة تتوافق بشكل أكبر مع العيش ضمن الإمكانيات البيئية للكوكب
5. مستويات سكانية تتوافق بشكل أكبر مع الإمكانيات البيئية للكوكب

يجب أن يوضح التفكير في هذا التعريف وهذه الأهداف الخمسة التوتر الذي يكمن في قلب التنمية المستدامة: الأهداف 1-3 تركز جميعها على الإنسان بينما الأهداف 4 و 5 بيئية بامتياز.
ولأن التنمية المستدامة لا تزال تتعلق بالتنمية، فمن المنطقي أن تحافظ على الأقل على بعض المخاوف التي تركز على الإنسان والتي أدت إلى القضايا البيئية في المقام الأول. ولكن يجب أن نسأل: هل التنمية المستدامة ممكنة؟
هل الأهداف 1-3 متوافقة مع الأهداف 4 و 5؟
في الواقع، انتقد البعض مفهوم التنمية المستدامة نفسه على أساس أنه محاولة للجمع بين فكرتين غير متوافقتين. سنتناول، في القسم التالي، هذا النقاش ونطور تفكيرنا حول التنمية المستدامة بمزيد من التفصيل.

### كيف نطور بشكل مستدام؟
حتى بعد أن قبلنا أن الاستدامة هدف جدير بالاهتمام وأن المهندسين يجب أن يلتزموا بمبادئ التنمية المستدامة، لا نزال نواجه السؤال حول كيفية الالتزام الأمثل بهذه المبادئ وتحقيق هذا الهدف. للمساعدة في ملء التفاصيل، يمكننا فحص نقاش معاصر بين إطارين متنافسين للتفكير في العلاقة بين الاستدامة والتكنولوجيا. هذا هو النقاش بين الحداثة البيئية والتراجع الاقتصادي. وكما سيتضح، يقبل أحد هذين الإطارين إمكانية التنمية المستدامة حقًا بينما يشكك الآخر في ذلك.
الحداثة البيئية هي فلسفة بيئية تركز على الاستدامة من خلال الابتكار التكنولوجي المستقبلي. يؤمن مؤيدو الحداثة البيئية بأن البشرية لديها القدرة على حل التحديات البيئية الرئيسية اليوم دون إجراء تغييرات أساسية على سلوكنا وهياكلنا الاجتماعية. بالنسبة للحداثيين البيئيين، لا يتعارض النمو الاقتصادي مع التنمية المستدامة بل هو ضروري لها، حيث يتيح النمو الاقتصادي الابتكار التكنولوجي الذي سيسمح لنا باستبدال التقنيات القديمة المدمرة بيئيًا ببدائل. سيميل مؤيدو الحداثة البيئية إلى دعم الابتكارات مثل الطاقة المتجددة، والكائنات المعدلة وراثيًا، والزراعة الدقيقة، واللحوم الاصطناعية، ويعارضون الدعوات إلى "تقليص الحجم" أو "العودة إلى الطبيعة".
يتبنى نهج التراجع الاقتصادي وجهة نظر معاكسة تمامًا. على عكس الحداثة البيئية، يرى منظرو التراجع الاقتصادي أن هناك توترًا جوهريًا بين النمو الاقتصادي والاستدامة. وبدلاً من التركيز على النمو الاقتصادي، يؤكد منظرو التراجع الاقتصادي على إرساء ظروف اجتماعية عادلة، وعدالة بيئية، وإعادة دمج "عمليات الأيض الاقتصادي" في الدورات الطبيعية للمحيط الحيوي - حتى لو كان ذلك يعني نموًا أقل بشكل عام. يؤمن منظرو التراجع الاقتصادي بالقدرة التجديدية للبيئات الطبيعية ويميلون إلى معارضة الابتكارات التكنولوجية باعتبارها مسرفة أو غير ضرورية أو متدهورة أو زائدة عن الحاجة.
الأوصاف المذكورة أعلاه موجزة، وبالطبع كلا النهجين لديهما أدبيات وتعقيدات جوهرية وراءهما. ومع ذلك، يمكننا أن نأخذ هذا الوصف الموجز، جنبًا إلى جنب مع جدول المقارنة أدناه، كنقطة بداية للتفكير في بعض العناصر الأخرى للتنمية المستدامة.

#### جدول المقارنة: الحداثة البيئية والتراجع الاقتصادي
| الحداثة البيئية                     | التراجع الاقتصادي               |
| تفاؤل تكنولوجي                      | تشاؤم تكنولوجي                  |
| مواصلة النمو الاقتصادي              | وقف (أو إبطاء) النمو الاقتصادي  |
| الابتكار والتحسين                   | تقليص الحجم والحد               |
| الحفاظ على الراحة والاستهلاك الحالي | إنتاج أقل، استهلاك أقل          |
| التغلب على العالم الطبيعي القاسي    | التناغم مع الطبيعة              |
| المشكلة الأساسية: نقص الموارد       | المشكلة الأساسية: الطموح البشري |

### 3.1. مفارقة جيفونز و"الحلول التكنولوجية"
أحد العناصر المحورية في الخلاف بين أنصار الحداثة البيئية وأنصار نظرية النمو الصفري هو ما إذا كان استخدام التكنولوجيا لزيادة كفاءة استخدام الموارد سيؤدي في الواقع إلى تقليل استهلاك الموارد بشكل عام. يعتقد أنصار الحداثة البيئية ذلك، لكن أنصار نظرية النمو الصفري سيقترحون عمومًا أن الطموح والجشع البشري سيؤديان فقط إلى المزيد من استخدام الموارد بشكل عام. بالنسبة لأنصار نظرية النمو الصفري، هذه الابتكارات هي مجرد "حلول تكنولوجية" لا تؤجل المشكلة إلا إلى وقت لاحق.
يمكن أن يوفر عمل الاقتصادي الإنجليزي ويليام جيفونز نظرة ثاقبة لهذا الخلاف. لاحظ جيفونز، وهو يعمل في إنجلترا في القرن التاسع عشر، أنه مع زيادة كفاءة إنتاج الفحم واستخدامه، أدى ذلك في الواقع إلى زيادة استهلاك الفحم، بدلاً من انخفاضه. يتعارض هذا مع التفكير الاقتصادي القياسي، الذي يرى أن العرض والطلب يجب أن يتوازنا حتمًا. في حالة استخدام الفحم، أدت زيادة الكفاءة إلى زيادة العرض على الأرجح لتلبية الطلب. لكن الطلب استمر في الارتفاع. وبالتالي، تُظهر مفارقة جيفونز، كما نسميها الآن، أنه عندما يتعلق الأمر باستخدام (بعض) الموارد، يرتفع الاستهلاك جنبًا إلى جنب مع الإنتاج بدلاً من التوازن. من خلال ملاحظة هذه المفارقة، خلص جيفونز إلى أنه على عكس وجهات النظر الاقتصادية القياسية في ذلك الوقت (وحتى اليوم)، فإن التقدم التكنولوجي لا يضمن انخفاض الاستهلاك.
تركز التطبيقات المعاصرة لمفارقة جيفونز على مفهومين مترابطين: آثار الارتداد و"الحلول التقنية". يشرح تأثير الارتداد مفارقة جيفونز: في معظم الأحيان، عندما يصبح حصاد واستخدام مورد ما أكثر كفاءة، يصبح أرخص أيضًا، ونتيجة لذلك، يتم تحفيز الناس على استخدام المزيد من الموارد. وقد شوهد هذا في جميع أنحاء العالم عندما يتعلق الأمر بإنتاج الكهرباء والبنزين. في كلتا الحالتين، مع زيادة كفاءتنا في الإنتاج، قمنا بتخفيض التكاليف، ونتيجة لذلك، زاد الاستخدام. هذا منطقي في النماذج الاقتصادية القياسية أيضًا، حيث يكون الطلب "مرنًا" - فمقدار ما يريده الناس أو يستخدمونه هو جزئيًا وظيفة لتكلفته. في الواقع، تنطبق مفارقة جيفونز على السلع ذات الطلب المرن الكبير ولكن ليس على السلع ذات المرونة القليلة أو المعدومة.
"الحلول التقنية" هي فكرة أحدث تعتمد بشكل فضفاض على مفارقة جيفونز وأفكار تأثير الارتداد. على الرغم من عدم وجود أي مشكلة جوهرية في "الحلول التكنولوجية"، إلا أن مصطلح الحلول التقنية يستخدم عادةً بازدراء للإشارة إلى محاولات حل مشكلة أنشأتها التكنولوجيا بمزيد من التكنولوجيا، فقط لإنشاء مشاكل جديدة ومختلفة (أو ببساطة عدم إصلاح تلك التي كانت تهدف إلى إصلاحها) مع إعطاء الناس في نفس الوقت شعورًا زائفًا بالأمان بأن المشكلة قد تم حلها. ربما يتم توضيح هذا النوع من المشكلات بشكل أفضل من خلال تقنية إعادة التدوير، خاصة تقنية إعادة تدوير البلاستيك. مع زيادة استخدام البلاستيك في منتصف القرن العشرين، ازداد الوعي الاجتماعي بالنفايات البلاستيكية. إدراكًا أن هذا القلق قد يؤدي إلى انخفاض الطلب على البلاستيك، بدأت الشركات المصنعة للبلاستيك وشركات الكيماويات (مثل Dow) في طرح فكرة "إعادة تدوير" الأفراد للبلاستيك الخاص بهم. ومع ذلك، على الرغم من تصريحات الشركات، لم تكن إعادة التدوير حلاً حقيقيًا لمشكلة النفايات البلاستيكية أبدًا - فهي غير فعالة ومكلفة للغاية وتنتج تلوثًا كبيرًا. ومع ذلك، اقتنع الأفراد بأن استخدامهم للبلاستيك لا يضر بالبيئة طالما قاموا بإعادة التدوير، والنتيجة هي عالم مغطى بالبلاستيك.
لاحظ أوجه التشابه بين مفارقة جيفونز و"الحلول التقنية": الحلول التقنية تجعل استخدامنا للموارد أكثر كفاءة افتراضيًا (على سبيل المثال عن طريق إنشاء حلقة إنتاج) ولكن النتيجة هي أن الناس يشعرون بتحسن تجاه استخدام المورد وبالتالي يزيدون من استخدامه، مما يخلق تأثير ارتداد. وبالتالي، بينما لا تتطابق مناقشة "الحلول التقنية" مع المناقشة الاقتصادية الدقيقة لمفارقة جيفونز، إلا أن هناك تشابهًا.

### 3.2. تحليل دورة الحياة والتفكير "من المهد إلى اللحد"
أحد الانتقادات الشائعة للقانون واللوائح البيئية الحالية هو أنها تفكر بشكل ضيق للغاية بشأن الآثار البيئية. فمن خلال التركيز بشكل حصري تقريبًا على المستويات المقبولة من التلوث، فإننا نهمل الآثار البيئية للمواد أو المنتجات المستخدمة، بالإضافة إلى الآثار البيئية لعمليات التصنيع نفسها. لتوسيع نطاق تركيزنا، يمكننا اللجوء إلى طريقة تحليل دورة الحياة (LCA). يعد تحليل دورة الحياة نوعًا من التفكير "من المهد إلى اللحد" الذي يهدف إلى النظر في تاريخ حياة المنتج أو العملية بأكمله. ويشمل ذلك استخراج المواد الخام من الأرض، والتصنيع والاستخدام، والتخلص النهائي.
من الشائع أن نكون ضيق الأفق في تفكيرنا بشأن الآثار البيئية. على سبيل المثال، فكر في المعارضة المتزايدة لأكياس التسوق البلاستيكية والارتفاع المصاحب لأكياس التسوق القابلة لإعادة الاستخدام. هنا، تأتي الحجة الرئيسية ضد أكياس التسوق البلاستيكية من الافتقار إلى القدرة على التخلص منها بشكل صحيح - فإعادة تدوير الأكياس البلاستيكية غير مجدية اقتصاديًا، وبالتالي ينتهي بها الأمر في مكبات النفايات (أو على جوانب الشوارع). وبفضل إمكانية إعادة استخدامها، تُعتبر الأكياس القابلة لإعادة الاستخدام أقل إشكالية من حيث التخلص منها. ومع ذلك، فإن تصنيع الأكياس القابلة لإعادة الاستخدام - سواء كانت بلاستيكية أو قماشية أو غيرها - يتضمن عادةً استهلاكًا أكبر بكثير للموارد وتلوثًا مقارنة بتصنيع الأكياس البلاستيكية. وتميل الأكياس القابلة لإعادة الاستخدام إلى مواجهة نفس مشكلة التخلص، وإن كان ذلك في وقت لاحق. وبالتالي، يمكن رؤية قيمة تحليل دورة الحياة في منحنا فهمًا أوسع للمشكلة. قد يظل الأمر كذلك، بعد النظر في كل شيء، أن الأكياس القابلة لإعادة الاستخدام أفضل. وبالطبع، المواد والأساليب المحددة مهمة للغاية. لكن قيمة تحليل دورة الحياة تكمن في مساعدتنا على رؤية أن القضية ليست واضحة تمامًا كما توحي المناقشات الشائعة.
تجدر الإشارة إلى أن طريقة تحليل دورة الحياة لا تخلو من نقاط ضعفها، والتي ترتبط بشكل كبير بصعوبة جمع البيانات ذات الصلة وإجراء مقارنات معقدة. ومع ذلك، يمكن أن تكون طريقة تحليل دورة الحياة والتفكير "من المهد إلى اللحد" بشكل عام قيمين في تعزيز الاستدامة، لا سيما من خلال تشجيعنا على التفكير في التأثير البيئي الذي يأتي قبل التصنيع والاستخدام، بالإضافة إلى ما يأتي بعدهما.

### 3.3. المحاكاة الحيوية والتفكير "من المهد إلى المهد"
تتسم طريقة تحليل دورة الحياة والتفكير "من المهد إلى اللحد" بطابع خطي بشكل أساسي: نبدأ باستخراج المواد الخام وننتهي بالتخلص منها. تحاول طريقة بديلة تم تطويرها مؤخرًا تبني الدائرية في العمليات الطبيعية. وقد أُطلق على هذا التطبيق للمحاكاة الحيوية - محاكاة العمليات الطبيعية في التصميم الاصطناعي - اسم التفكير "من المهد إلى المهد" (C2C).
بشكل عام، يلاحظ دعاة التفكير "من المهد إلى المهد" (C2C) أن العمليات الطبيعية تميل إلى أن تكون عالية الكفاءة - تستخدم فقط الطاقة التي تحتاجها - ولا يوجد نفايات في العمليات الطبيعية. وبناءً على ذلك، يقترح الدعاة أن البشر ليس لديهم مشكلة تلوث بل مشكلة تصميم.  يميل البشر إلى التصميم للاستخدام الأول للمنتج فقط، متجاهلين الاستخدامات المحتملة بعد أن يتعطل المنتج أو يتفتت أو يصبح (كما يبدو) عديم الفائدة. يقارن وليام ماكدونو ومايكل براونغارت (مهندس معماري وكيميائي على التوالي) - من دعاة C2C - التصميم البشري بمستعمرة النمل. فمستعمرة النمل تتعامل مع نفاياتها، وتزرع وتحصد طعامها، وتبني منازلها من مواد قابلة لإعادة التدوير، وتجعل التربة أكثر صحة مما كانت عليه بخلاف ذلك. النمل لا ينتج نفايات. يقترح ماكدونو وبراونغارت، إذن، أنه "للقضاء على مفهوم النفايات يعني تصميم الأشياء - المنتجات والتعبئة والأنظمة - من البداية بحيث، في نهاية العمر الافتراضي للمنتج، يمكن فصل المكونات غير العضوية (أو "التقنية") عن المكونات العضوية، حيث يتم "إعادة تدوير" الأولى إلى منتجات جديدة وإعادة الأخيرة إلى الأرض لإعادة استخدامها في الدورة الطبيعية." 
كمثال على التفكير "من المهد إلى المهد"، أنتج ماكدونو وبراونغارت كتابهما "من المهد إلى المهد" بمواد وحبر قابلة للتحلل وغير سامة بحيث يمكن أن تتحلل ببساطة وتعود إلى الأرض دون إضافة سموم ضارة (والجدير بالذكر أن الورق هو شكل من أشكال البلاستيك!).

### تحمل المسؤولية البيئية على محمل الجد
مع التهديد المتزايد باستمرار لتغير المناخ، سيشعر المهندسون بضغط متزايد باستمرار لتحمل مسؤولياتهم البيئية على محمل الجد. ففي حين اقترح البعض ممارسة استقلاليتهم المهنية لرفض الانخراط في الممارسات الهندسية التي تزيد من تغير المناخ، يؤكد آخرون على توافق الابتكار التكنولوجي والإشراف البيئي. من المحتمل أن أي نهج شامل سيتطلب مجموعة متنوعة من وجهات النظر والأساليب والأدوات. قد يكون الحال أن على المهندسين ببساطة التوقف عن المشاركة في بعض الأنشطة؛ ولكن، بنفس القدر، من الواضح أن رفاهية الجمهور لا تزال تعتمد على المشاريع الهندسية والابتكار التكنولوجي، وبالتالي فإن المهم هو إيجاد طرق لمتابعة تلك المشاريع بطريقة تتوافق مع الاهتمام بالبيئة. يمكن للمفاهيم والأساليب التي نوقشت في هذا الفصل أن تساعد في إيجاد هذا التوافق.